# Élections régionales de 2015 à Béni Mellal-Khénifra

Carte de la région.

Les élections régionales en Béni Mellal-Khénifra se déroulent le 4 septembre 2015.

## Résultats

### Global
|                          | Ahmed Chada              | MP                       | 113 941   | 17,95 | 12 |  |  |
|                          | Lahcen Daoudi            | PJD                      | 105 232   | 16,58 | 9  |  |  |
|                          | Brahim Mojahid           | PAM                      | 101 082   | 15,92 | 9  |  |  |
|                          | Jilali Hazim             | USFP                     | 75 084    | 11,83 | 10 |  |  |
|                          | Hassan Alaoui            | PI                       | 72 500    | 11,42 | 7  |  |  |
|                          | Mostafa Abedi            | RNI                      | 53 111    | 8,37  | 6  |  |  |
|                          | Mouloudi Abel Omrani     | UC                       | 41 563    | 6,55  | 4  |  |  |
|                          | Abdelmajid Rabhi         | PPS                      | 28 975    | 4,56  | 1  |  |  |
|                          |                          |                          |           |       |    |  |  |
| Total                    | Total                    | Total                    | 1 091 904 | 100   | 58 |  |  |
| Abstentions              | Abstentions              | Abstentions              | 457 071   | 41,86 |    |  |  |
| Inscrits / Participation | Inscrits / Participation | Inscrits / Participation | 634 833   | 58,14 |    |  |  |

### Par préfecture et province

#### Azilal
| Parti       | Parti                                                       | Suffrage | Suffrage | Sièges | Sièges |
| Parti       | Parti                                                       | #        | %        | #      | %      |
| ----------- | ----------------------------------------------------------- | -------- | -------- | ------ | ------ |
|             | Parti authenticité et modernité (PAM)                       | 35 425   | 23,00    | 3      | 23,08  |
|             | Parti de la justice et du développement (PJD)               | 19 033   | 12,36    | 2      | 15,38  |
|             | Parti de l'Istiqlal (PI)                                    | 16 466   | 10,69    | 2      | 15,38  |
|             | Union socialiste des forces populaires (USFP)               | 15 390   | 9,99     | 2      | 15,38  |
|             | Rassemblement national des indépendants (RNI)               | 14 196   | 9,22     | 2      | 15,38  |
|             | Mouvement populaire (MP)                                    | 12 023   | 7,81     | 1      | 7,69   |
|             | Parti du progrès et du socialisme (PPS)                     | 11 541   | 7,49     | 1      | 7,69   |
|             | Union constitutionnelle (UC)                                | 8 439    | 5,48     |        |        |
|             | Fédération de la gauche démocratique (FGD)                  | 6 782    | 4,40     |        |        |
|             | Mouvement démocratique et social (MDS)                      | 6 713    | 4,36     |        |        |
|             | Parti de l'environnement et du développement durable (PEDD) | 4 777    | 3,10     |        |        |
|             | Parti de l'unité et de la démocratie (PUD)                  | 2 253    | 1,46     |        |        |
|             | Parti de la gauche verte (PGV)                              | 999      | 0,65     |        |        |
|             |                                                             |          |          |        |        |
| Inscrits    | Inscrits                                                    | 226 992  | 100,00   |        |        |
| Abstentions | Abstentions                                                 | 72 955   | 32,14    |        |        |
| Exprimés    | Exprimés                                                    | 154 037  | 67,86    |        |        |

#### Béni-Mellal
| Parti       | Parti                                         | Suffrage | Suffrage | Sièges | Sièges |
| Parti       | Parti                                         | #        | %        | #      | %      |
| ----------- | --------------------------------------------- | -------- | -------- | ------ | ------ |
|             | Parti de la justice et du développement (PJD) | 34 166   | 24,98    | 3      | 21,43  |
|             | Parti authenticité et modernité (PAM)         | 29 511   | 21,58    | 3      | 21,43  |
|             | Mouvement populaire (MP)                      | 29 338   | 21,45    | 3      | 21,43  |
|             | Parti de l'Istiqlal (PI)                      | 16 510   | 12,07    | 3      | 21,43  |
|             | Union socialiste des forces populaires (USFP) | 13 977   | 10,22    | 2      | 14,29  |
|             | Fédération de la gauche démocratique (FGD)    | 7 008    | 5,12     |        |        |
|             | Parti du progrès et du socialisme (PPS)       | 3 230    | 2,36     |        |        |
|             | Rassemblement national des indépendants (RNI) | 3 027    | 2,21     |        |        |
|             |                                               |          |          |        |        |
| Inscrits    | Inscrits                                      | 242 969  | 100,00   |        |        |
| Abstentions | Abstentions                                   | 106 202  | 43,71    |        |        |
| Exprimés    | Exprimés                                      | 136 767  | 56,29    |        |        |

#### Fquih Ben Salah
| Parti       | Parti                                         | Suffrage | Suffrage | Sièges | Sièges |
| Parti       | Parti                                         | #        | %        | #      | %      |
| ----------- | --------------------------------------------- | -------- | -------- | ------ | ------ |
|             | Mouvement populaire (MP)                      | 28 431   | 23,39    | 3      | 30,00  |
|             | Rassemblement national des indépendants (RNI) | 21 073   | 17,34    | 2      | 20,00  |
|             | Union socialiste des forces populaires (USFP) | 19 237   | 15,83    | 2      | 20,00  |
|             | Parti authenticité et modernité (PAM)         | 15 863   | 13,05    | 2      | 20,00  |
|             | Parti de la justice et du développement (PJD) | 15 264   | 12,56    | 1      | 10,00  |
|             | Parti de l'Istiqlal (PI)                      | 8 045    | 6,62     |        |        |
|             | Parti du progrès et du socialisme (PPS)       | 5 006    | 4,12     |        |        |
|             | Fédération de la gauche démocratique (FGD)    | 3 618    | 2,98     |        |        |
|             | Union constitutionnelle (UC)                  | 3 587    | 2,95     |        |        |
|             | Front des forces démocratiques (FFD)          | 1 434    | 1,18     |        |        |
|             |                                               |          |          |        |        |
| Inscrits    | Inscrits                                      | 218 512  | 100,00   |        |        |
| Abstentions | Abstentions                                   | 96 954   | 44,37    |        |        |
| Exprimés    | Exprimés                                      | 121 558  | 55,63    |        |        |

#### Khénifra
| Parti       | Parti                                         | Suffrage | Suffrage | Sièges | Sièges |
| Parti       | Parti                                         | #        | %        | #      | %      |
| ----------- | --------------------------------------------- | -------- | -------- | ------ | ------ |
|             | Parti de l'Istiqlal (PI)                      | 20 670   | 21,84    | 2      | 25,00  |
|             | Mouvement populaire (MP)                      | 18 374   | 19,41    | 2      | 25,00  |
|             | Union constitutionnelle (UC)                  | 13 977   | 14,77    | 2      | 25,00  |
|             | Union socialiste des forces populaires (USFP) | 13 386   | 14,14    | 1      | 12,50  |
|             | Parti de la justice et du développement (PJD) | 11 953   | 12,63    | 1      | 12,50  |
|             | Parti authenticité et modernité (PAM)         | 8 250    | 8,72     |        |        |
|             | Parti du progrès et du socialisme (PPS)       | 3 278    | 3,46     |        |        |
|             | Parti des Néo-Démocrates (PND)                | 2 457    | 2,60     |        |        |
|             | Fédération de la gauche démocratique (FGD)    | 642      | 0,68     |        |        |
|             | Parti Al Ahd Addimocrati (AHD)                | 580      | 0,61     |        |        |
|             | Parti de la gauche verte (PGV)                | 485      | 0,51     |        |        |
|             | Parti travailliste (PT)                       | 384      | 0,41     |        |        |
|             | Parti de la réforme et du développement (PRD) | 224      | 0,24     |        |        |
|             |                                               |          |          |        |        |
| Inscrits    | Inscrits                                      | 153 271  | 100,00   |        |        |
| Abstentions | Abstentions                                   | 58 611   | 38,24    |        |        |
| Exprimés    | Exprimés                                      | 94 660   | 61,76    |        |        |

#### Khouribga
| Parti       | Parti                                                       | Suffrage | Suffrage | Sièges | Sièges |
| Parti       | Parti                                                       | #        | %        | #      | %      |
| ----------- | ----------------------------------------------------------- | -------- | -------- | ------ | ------ |
|             | Mouvement populaire (MP)                                    | 25 775   | 20,17    | 3      | 33,33  |
|             | Parti de la justice et du développement (PJD)               | 24 816   | 19,42    | 2      | 22,22  |
|             | Union constitutionnelle (UC)                                | 15 560   | 12,17    | 2      | 22,22  |
|             | Rassemblement national des indépendants (RNI)               | 14 815   | 11,59    | 2      | 22,22  |
|             | Union socialiste des forces populaires (USFP)               | 13 094   | 10,24    | 2      | 22,22  |
|             | Parti authenticité et modernité (PAM)                       | 12 033   | 9,41     | 1      | 11,11  |
|             | Parti de l'Istiqlal (PI)                                    | 10 809   | 8,46     | 1      | 11,11  |
|             | Parti du progrès et du socialisme (PPS)                     | 5 920    | 4,63     |        |        |
|             | Front des forces démocratiques (FFD)                        | 2 777    | 2,17     |        |        |
|             | Mouvement démocratique et social (MDS)                      | 1 140    | 0,89     |        |        |
|             | Parti des Néo-Démocrates (PND)                              | 835      | 0,65     |        |        |
|             | Parti de l'environnement et du développement durable (PEDD) | 237      | 0,19     |        |        |
|             |                                                             |          |          |        |        |
| Inscrits    | Inscrits                                                    | 250 708  | 100,00   |        |        |
| Abstentions | Abstentions                                                 | 122 897  | 49,02    |        |        |
| Exprimés    | Exprimés                                                    | 127 811  | 50,98    |        |        |

### Répartition des sièges
| Parti | Parti | Azilal | Fquih Ben Salah | Béni-Mellal | Khouribga | Khénifra | Total |
| ----- | ----- | ------ | --------------- | ----------- | --------- | -------- | ----- |
|       | MP    | 1      | 3               | 3           | 3         | 2        | 12    |
|       | USFP  | 2      | 2               | 3           | 2         | 1        | 10    |
|       | PAM   | 3      | 2               | 3           | 2         | 1        | 9     |
|       | PJD   | 2      | 1               | 3           | 2         | 1        | 9     |
|       | PI    | 2      |                 | 2           | 1         | 2        | 7     |
|       | RNI   | 2      | 2               |             | 2         |          | 6     |
|       | UC    |        |                 |             | 2         | 2        | 4     |
|       | PPS   | 1      |                 |             |           |          | 1     |